# 博格達尼 (瓦爾瓦區)
50°24′31″N 32°40′20″E / 50.40861°N 32.67222°E
博格達尼（烏克蘭語：Богдани），是烏克蘭北部的村莊，隸屬切爾尼希夫州的普里盧基區。該村面積1.79平方公里，海拔高度158米，2006年人口250，人口密度每平方公里190.26人。